# Rádfapuszta
Rádfapuszta egy kihalt település Baranya vármegyében. Közigazgatásilag Baksához tartozik.

## Fekvése
Baranya vármegye középső részén, a Mecsek és a Villányi-hegység közti dombvidéken helyezkedik el. A Baksa-Ócsárd közútvonal mentén fekszik. Pécstől 22 km-re található.

## Története
Első írásos említése 1475-ből származik, amelyben Radfalwa néven említik, amely szláv eredetű személynévből (Rád) származik. Ez az elnevezés időközben lerövidült.
A település a török korban elpusztult, 1557-ben pusztaként szerepel a királyi rovásadók jegyzékében. Ezután Baksa külterületi részeként tartják számon.

## Gazdasága
Több állattenyésztő- és növénytermesztő vállalkozás központja, raktára található Rádfán.

## Külső hivatkozások
- Baksa község honlapja
- Rádfapusztai tojás Archiválva 2010. február 26-i dátummal a Wayback Machine-ben